# Superkontinent

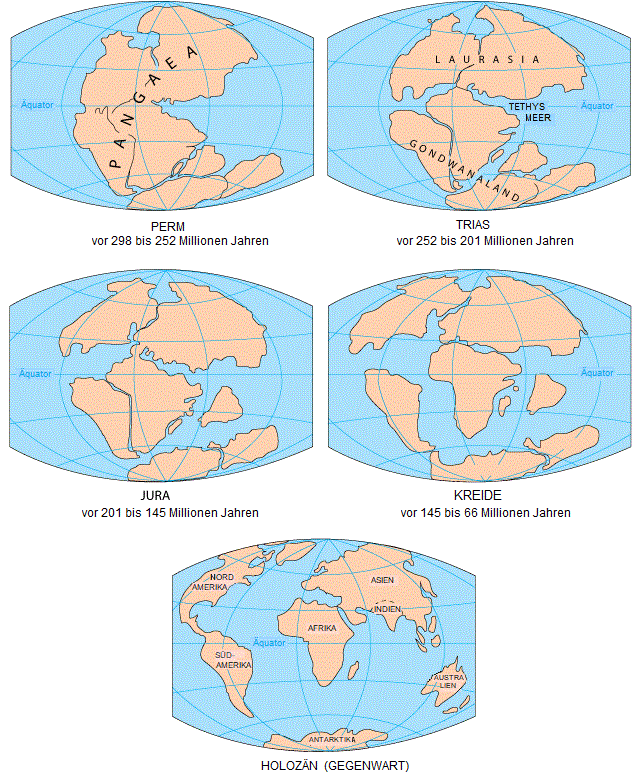
Entwicklung der Kontinente 250 Mio. Jahre bis heute

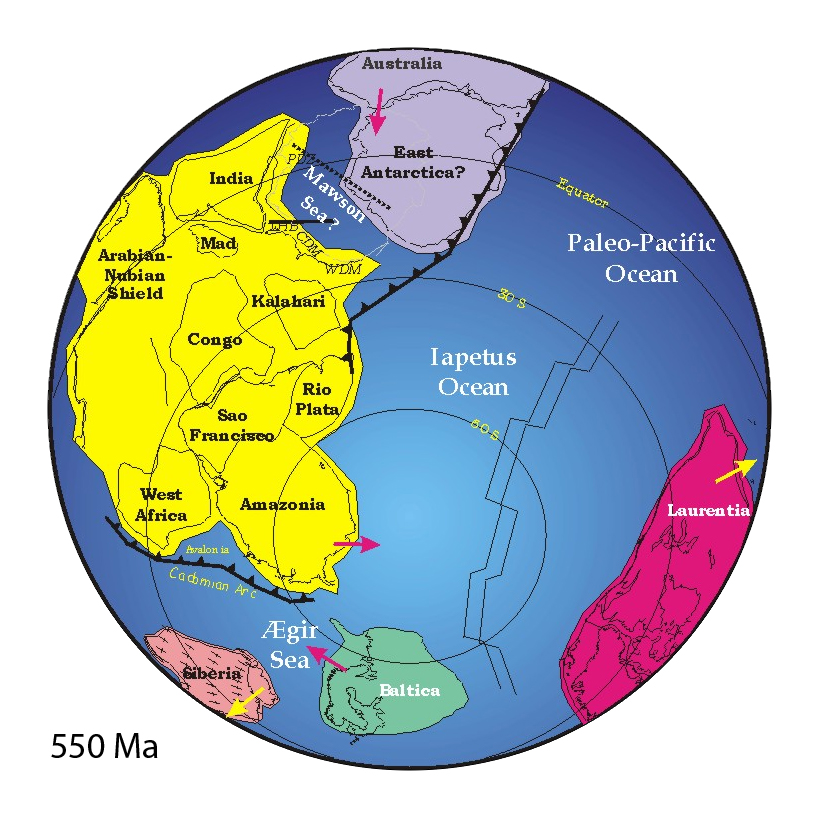
Paläotektonische Rekonstruktion für die Zeit des Ediacariums (550 mya), nach dem Zerfall Pannotias (Blick auf den Südpol). Sibiria (rosa), Laurentia (purpur) und Baltica (grün) haben sich von Pannotia (nunmehr Gondwana, gelb) gelöst. In dieser Rekonstruktion sind (Ost-)Antarktika und Australien (zusammen blaugrau, „Australo-Antarktika“) noch kein Konstituent Gondwanas.

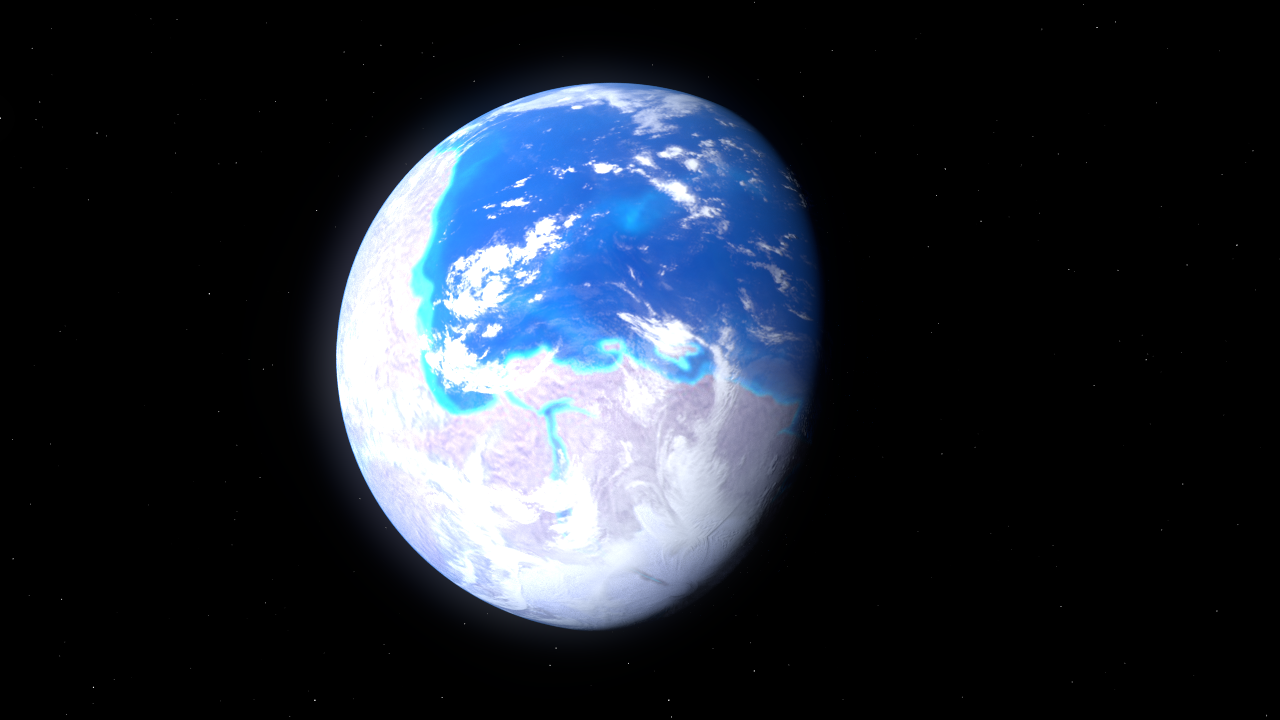
Künstlerische Darstellung der jungproterozoischen Erde mit dem Superkontinent Pannotia

Animation des Zerfalls der Pangaea (Trias–heute).

Ein Superkontinent ist eine zusammenhängende, alle oder zumindest beinahe alle Kontinentalkerne bzw. Kratone der Erde in sich vereinende Landmasse, die in geologischen Zeiträumen durch die Bewegung der Lithosphärenplatten entsteht und anschließend wieder zerfällt (Wilson-Zyklus). Der bekannteste und zugleich auch jüngste Superkontinent ist die Pangaea, die im Perm und der Trias (275–200 mya) bestand.
Die Grenze vom Superkontinent zum Großkontinent ist fließend. Bisweilen wird auch die weitgehend zusammenhängende Landmasse, die derzeit aus den Kontinenten Europa, Asien und Afrika besteht, als Groß- oder Superkontinent Afrika-Eurasien bezeichnet.

## Die Groß- und Superkontinente der Erdgeschichte
Neben den heutigen Großkontinenten Eurasien bzw. Afrika-Eurasien und möglichen zukünftigen Superkontinenten (Pangaea Proxima, Aurica oder Amasien in etwa 250 bis 400 Millionen Jahren) gab es auf der Erde mehrere – wissenschaftlich mehr oder weniger umstrittene – Groß- und Superkontinente:
- Laurasia im jüngeren Mesozoikum und frühen Paläogen – etwa 200 bis 55 mya. Der nördliche Großkontinent bestand nach dem Zerfall Pangaeas bis zur Öffnung des Nordatlantiks und umfasste die heutigen Kontinentalblöcke Nordamerika und Eurasien.
- Pangaea im späten Paläozoikum und frühen Mesozoikum – etwa 275 bis 200 mya – der jüngste der „echten“ Superkontinente der Erdgeschichte und der einzige, dessen Konfiguration weitgehend unumstritten ist. Er entstand durch die Schließung des Rheischen Ozeans und Ural-Ozeans und die anschließende Kollision Laurussias mit Gondwana bzw. Sibiria-Kasachstania (das heutige Nordwest-Asien). Die Kollisionen hatten u. a. die Variszische Orogenese zur Folge. Die riesige Bucht im Osten dieses C-förmigen Superkontinents wird Tethysmeer genannt. Der Südteil der jungen Pangaea – das alte Gondwana – war von der sogenannten Permokarbonen Eiszeit betroffen.
- Laurussia im Paläozoikum – etwa 400 bis 300 mya. Entstand im Wesentlichen durch die Schließung des Iapetus-Ozeans mit anschließender Kollision der Kontinente Laurentia („Ur-Nordamerika“) und Baltica („Ur-Europa“). Diese Kollision sowie die Kollision kleinerer Inselbögen und Kleinkontinente (Avalonia) mit Laurentia und/oder Baltica führte zur Kaledonischen Gebirgsbildung. Den rötlichen devonischen Molassesedimenten des Kaledonischen Gebirges im heutigen Westeuropa, dem sogenannten Old-Red-Sandstein, verdankt Laurussia den Namen Old-Red-Kontinent.
- Gondwana vom spätesten Neoproterozoikum bis ins Mesozoikum – etwa 550 bis 150 mya. Der langlebige große Südkontinent entstand durch die Loslösung der phanerozoischen Nordkontinente Baltica, Sibiria und Laurentia von Pannotia und umfasste die heutigen Kontinente Südamerika, Afrika (einschl. der Arabischen Halbinsel), Antarktika und Sahul (Australien einschl. Neuguinea) sowie den Indischen Subkontinent. Ob Antarktika und Australien (Australo-Antarktika) bereits zum Zeitpunkt der Trennung der Nordkontinente Bestandteile Pannotias (und damit Gondwanas) waren, ist umstritten. In den folgenden Jahrmillionen lösten sich immer wieder kleinere Kontinentalsplitter vom Nordrand Gondwanas (die sogenannten perigondwanischen Terrane, u. a. Avalonia), drifteten nach Norden und stießen mit den Nordkontinenten zusammen.
- Pannotia im jüngeren Neoproterozoikum – etwa 600 bis 550 mya. Entstand durch Kollision der Bruchstücke Rodinias: Nord-Rodinia, Süd-Rodinia und Kongo-Kontinent. Die Gebirgsbildungen, die mit der Formierung Pannotias zusammenhängen, werden unter dem Begriff Pan-Afrikanische Orogenese (Brasiliano-Orogenese, Cadomische Orogenese) zusammengefasst.[1] Ob Nord-Rodinia als geschlossen formierter Großkontinent an der Bildung Pannotias beteiligt war, ist umstritten. Möglicherweise ist Australo-Antarktika erst später am Nordwestrand des nördlichen Teils Pannotias „angedockt“. Möglicherweise passierte dies sogar erst nach Abdrift der phanerozoischen Nordkontinente, sodass Pannotia nie als „echter“ Superkontinent existierte.
- Rodinia im jüngeren Proterozoikum – etwa 1.100 bis 750 mya – gilt als der erste „echte“ Superkontinent der Erdgeschichte. Seine Konstellation und der zeitliche Ablauf seiner Bildung sind aber umstritten. Am Ende seiner Existenz kam es zur ersten gesicherten, möglicherweise sogar globalen Vereisung der Erde, der sogenannten Schneeball-Erde mit Höhepunkt im Cryogenium. Die Gebirgsbildungen, die mit der Formierung Rodinias zusammenhängen, werden unter dem Begriff Grenville-Orogenese (Svekonorwegische Orogenese, Sunsás-Orogenese) zusammengefasst.
- Columbia im jüngeren Paläoproterozoikum (Statherium) – 1.800 bis 1.500 mya – gilt als hypothetisch wie auch seine konstituierenden Teile Nuna bzw. Nena und Atlantica.
- Kenorland im frühen Paläoproterozoikum (Siderium/Rhyacium) – 2.450 bis 2.110 mya – gilt als paläomagnetisch wahrscheinlich. Spuren deuten auf eine Vereisung hin, die sogenannte Huronische Eiszeit.
- Ur im frühen Archaikum – 3.000 bis 1.000 mya – gilt als hypothetisch – wie auch sein möglicher Bruderkontinent Arktica – 2.500 mya.

Die zuletzt aufgelisteten Groß- und Superkontinente des älteren Präkambriums (Ur, Kenorland, Columbia) standen in ihrer Größe deutlich hinter späteren Gebilden dieser Art zurück, da die Erdkruste in dieser Zeit erst wenige kleine Bereiche mit ausdifferenzierter kontinentaler Kruste aufwies, die miteinander kollidieren konnten. Die ältesten Gesteine der Erde überhaupt – der Nuvvuagittuq-Grünsteingürtel aus dem Superior-Kraton sowie der Acasta-Gneis aus dem Slave-Kraton des Kanadischen Schildes – sind mehr als 4 Milliarden Jahre alt und zeigen, dass bereits im Hadaikum Festlandinseln existierten.

## Einfluss der Superkontinente auf Klima und Lebewelt
Wenn alle Kontinente zu einer Landmasse vereint sind, hat dies Auswirkungen auf das Klima: Es gibt wenige beregnete Küstenlinien und mehr Trockengebiete im Inneren des Kontinents. Ein Beispiel für eine solche Entwicklung im Inneren eines großen Kontinents sind heute die Trockengebiete in Zentralasien (Gobi, Taklamakan).
Auch die Artenvielfalt wird durch die Existenz eines Superkontinents beeinflusst: Die Ausbreitung von Landlebewesen auf einem einzigen Kontinent ist einfach und daher ist die Artenvielfalt dort eher niedrig. Erst die Aufspaltung in mehrere Kontinente führt zur völligen Isolation einzelner Populationen der Arten, aus denen dann jeweils neue Arten entstehen. Ähnliches gilt für Meereslebewesen, von denen der überwiegende Teil an die Schelfe und somit auch an die Kontinente gebunden ist.

## Hinweise auf die Existenz von Superkontinenten
Die Überprüfung der Superkontinent- bzw. Wilson-Zyklus-Hypothese kann z. B. durch Untersuchung der Isotopengeochemie von Sedimentgesteinen erfolgen. Hierzu seien im Folgenden zwei Beispiele angeführt:
- Schwefel: Schwere Isotope eines Elementes fallen in einer übersättigten Lösung früher aus als leichte. Daher ist zu erwarten, dass in geologischen Epochen, in denen es viele Evaporitbecken gibt, in denen sich sulfatreiche Ablagerungen (i. e. L. Gips) bilden und deren Wasser aber noch zu einem gewissen Grad im Austausch mit dem Ozean steht, der Anteil des leichteren 32S-Isotops im Ozean gegenüber dem Anteil des schwereren 34S-Isotops erhöht ist. Setzt man zudem voraus, dass die Anzahl von Evaporitbecken besonders hoch ist, wenn ein Superkontinent sich in den ersten Phasen des Wilson-Zyklus befindet (fortgeschrittene Kontinentale Rifts bzw. schmale Ozeanbecken mit Verbindung zum Meer), sollte ein hohes 32S/34S-Verhältnis (δ 34S) in offen-marinen Sedimenten die Existenz eines im Zerfallen begriffenen Superkontinentes anzeigen. Entsprechende Untersuchungen an offen-marinen Sedimenten ergaben tatsächlich erhöhte δ 34S-Werte für die Zeit vor etwa 200 Millionen Jahren und 600 Millionen Jahren, für die der Beginn des Zerfalls der Pangaea bzw. Pannotias angenommen wird.[3]

- Strontium und Osmium: Bei der chemischen Verwitterung von Kalzium- und Magnesiumsilikaten (z. B. Plagioklasen, Amphibolen und Pyroxenen) wird das Treibhausgas Kohlendioxid (CO2) aus der Luft in Form von Hydrogenkarbonat (HCO3−) gebunden und über Flüsse ins Meer transportiert, wo es vor allem in Form von Kalziumkarbonat (Kalzit) wieder ausfällt und damit für geologische Zeiträume aus der Atmosphäre entfernt wird. Dies beeinflusst wiederum das Weltklima. In besagtem Fall findet eine Abschwächung des Treibhauseffektes, d. h. eine Abkühlung des Weltklimas (engl.: icehouse), statt, da weniger CO2 in der Atmosphäre weniger von der Erdoberfläche abgestrahlte Wärme zurückhalten kann. Ein wichtiger auslösender Faktor für die Sturtische Eiszeit wird daher im beginnenden Auseinanderbrechen Rodinias und der Entstehung der sogenannten Laurentischen Magmatischen Provinz in niedrigen geographischen Breiten vermutet („Feuer-und-Eis“-Hypothese): Die Grabenbruch-Tektonik im Zuge der Öffnung des Proto-Pazifik-Beckens war mit einem Vulkanismus verbunden, durch den große Mengen von basischem Magma an die Erdoberfläche gefördert wurden. Die Verwitterung der entsprechenden, geologisch relativ jungen, stark Ca- und Mg-silikathaltigen Gesteine (Basalt usw.) in diesbezüglich aggressivem äquatorialem Klima entzog der Atmosphäre viel CO2.[4] Gestützt wird diese Vermutung durch niedrige 187Os/188Os- und 87Sr/86Sr-Verhältnisse in Karbonatgesteinen unter- und oberhalb von Glazialablagerungen der Sturtischen Vereisung. 187Os und 87Sr sind stabile Zerfallsprodukte von 187Re bzw. 87Rb. Letztgenannte besitzen eine extrem lange Halbwertszeit (ca. 41 bzw. 48 Mrd. Jahre). Zudem gehen bei der Entstehung von Magma tief im Erdinneren die Mutterisotope 187Re und 87Rb bevorzugt gegenüber ihren Zerfallsprodukten in die Schmelze ein.[5] Deshalb können sich primäres 187Os und 87Sr nur durch die Verwitterung sehr alter kontinentaler Kruste in Sedimenten anreichern, was wiederum heißt, dass niedrige 187Os/188Os- und 87Sr/86Sr-Verhältnisse auf erhöhte kontinentale Verwitterung relativ junger magmatischer Gesteine im Ablagerungszeitraum der untersuchten Sedimentgesteine hinweisen können.[6]

### Populärwissenschaftliche Literatur
- Ted Nield: Superkontinent. Das geheime Leben unseres Planeten: Eine abenteuerliche Reise durch die Erdgeschichte. Verlag Antje Kunstmann, München 2008, 287 S., ISBN 978-3-88897-526-4.